# إف جي سي-9
FGC-9 عبارة عن مسدس كاربين نصف آلي قابل للطباعة ثلاثية الأبعاد ، تم إصداره لأول مرة في أوائل عام 2020. استنادًا إلى Shuty AP-9 من تصميم Derwood، تم تصميم FGC-9 وتصنيعه لأول مرة بواسطة مصمم أسلحة ألماني كردي   يُدعى جاكوب دويجو، تحت الاسم المستعار JStark1809. 
تم تصميم البندقية بحيث لا تتطلب أي أجزاء سلاح ناري خاضعة للتنظيم (بموجب قوانين الاتحاد الأوروبي ) من أجل تمكين الأشخاص في البلدان التي لديها قوانين مقيدة لمراقبة الأسلحة من تصنيعها دون مشاكل قانونية قليلة أو معدومة. السلاح عبارة عن مزيج من الأجزاء المطبوعة ثلاثية الأبعاد والأجزاء المعدنية المقاومة للضغط المصنعة بسهولة وقطع الزنبرك والمسامير والصواميل والمسامير المتوفرة بسهولة. وتبلغ التكلفة الإجمالية للإنتاج، على افتراض أن المستخدم يمتلك بالفعل طابعة ثلاثية الأبعاد، أقل من 500 US$500 .  
كان إصدار FGC-9 مصحوبًا بتوثيق شامل للمساعدة في البناء والتجميع. تمت ترجمة الوثائق إلى عدة لغات أخرى منذ نشرها لأول مرة. في أبريل 2021، تم إصدار نسخة MkII، مع العديد من التحديثات المصممة لتسهيل عملية البناء. تتوفر الملفات الخاصة بتصنيع السلاح الناري عبر الإنترنت
.